# Risterrasserna i Cordilleras
Risterrasserna i Cordilleras är ett världsarv i Filippinerna som utgörs av fyra högt belägna områden med risfält (Banaue, Mayoyao, Kiangan, Hungduan). Dessa har brukats i mer än 2 000 år vilket gett ett vackert kulturlandskap där människan är i harmoni med sin omgivning. Risterrasserna kallas ibland "Världens åttonde underverk". 
Terrasserna ligger i provinsen Ifugao, på ön Luzon norr om Manila, högt uppe i bergskedjan Cordilleras, nära den lilla staden Banaue.
Risken är att risterrasserna möter samma öde som de klassiska sju underverken. Det finns flera anledningar till att terrasserna förfaller, bland annat en förödande jordbävning 1990, El Ninos verkningar och stora jordmaskar som eroderar jorden.  
2001 blev risterrasserna inskrivna på listan över hotade världsarv. Den främsta anledningen var att de filippinska myndigheterna varken genomfört några kontroller eller gjort någon handlingsplan för världsarvet. Det är därför inte möjligt att garantera risterrassernas status. De räddningskommissioner som skapats av presidenterna Fidel Ramos och Joseph Estrada lades ner 2002 av dåvarande presidenten Gloria Macapagal-Arroyo. 